# Huari
Huari var en civilisation i Peru mellan åren 500 och 1200. Huvudstaden var Wari, vilken låg nära den moderna Ayacucho. Staden var centrum i ett rike som kom att täcka stora delar av höglandet och sträckte sig ut till kusten. Territoriet expanderade tidigt till det nådde staden Pachacámac. Den ser ut att ha behållit en hög grad av självstyre inom Huari. Senare tog Huaririket mycket av territoriet som tidigare var Moches.

## Historik
Området präglades under 600-talet av upprepade torrperioder och miljökriser. Det var länge ont om fynd som berättade om deras liv. Skriftliga lämningar saknas fortfarande (2015). Huari blev det första riket i området som ser ut att ha expanderat med hjälp av erövringar. Regionen låg söder om de förmögna mochefurstarnas. Invasionsstyrkorna dök troligen upp på denna del av kusten på 700-talet. Upptäckten av en orörd kunglig gravkammare 2013, El Castillo de Huarmey, erbjuder nu helt nya möjligheter att få insikter i Huaris sociala och politiska inflytande under denna period. Mångfalden och mängden av gravgåvor som följde med de tre drottningarna visar på en kultur med betydande materiellt välstånd och markerar makt att dominera en avsevärd del av norra Perus kust under årtionden.
Huari blev ett av de största imperierna i Sydamerika. Det kom före Chimu och samtidigt med Tiwanaku som delade några av samma konstnärliga uttrycksformer som Huari kände. Kontakten mellan Huari och Tiwanaku ägde rum inom en period om 50 år då det pågick sporadiska sammanstötningar om en gruva som först ockuperades av Tiwanaku. Gruvan korsade gränsen mellan de två rikenas intressesfärer. Huaririket försökte säkra sig om gruvan, men lyckades inte med det.
Huaristaten etablerade provinscentra med säregen arkitektur.

## Inka tar över
Inka tog över terrasseringstekniken från Huari, då de satte igång med att förbättra produktiviteten i jordbruket. Inkariket drog fördel av annan infrastruktur från Huari. Ett huvudvägnät genom Huaririket blev exempel på Inkarikets efterfölje. De fick även det stora religiösa centret Pachacámac som en motsvarighet till Tiwanaku.

## Galleri

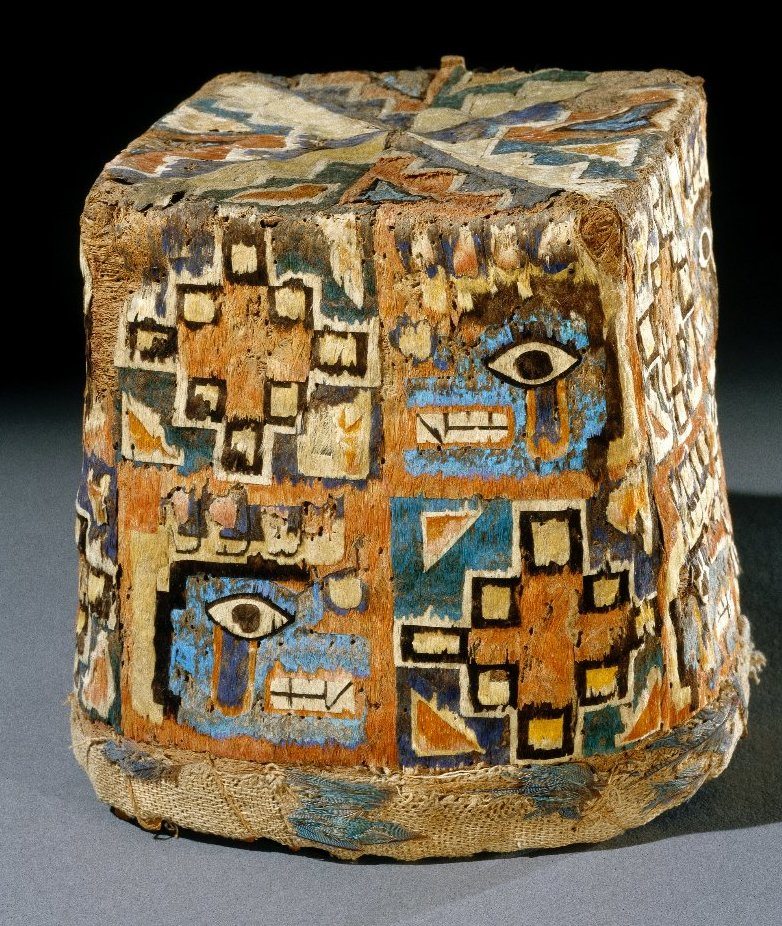
Fyr-hörnig hatt, år 650-1000. Brooklyn Museum
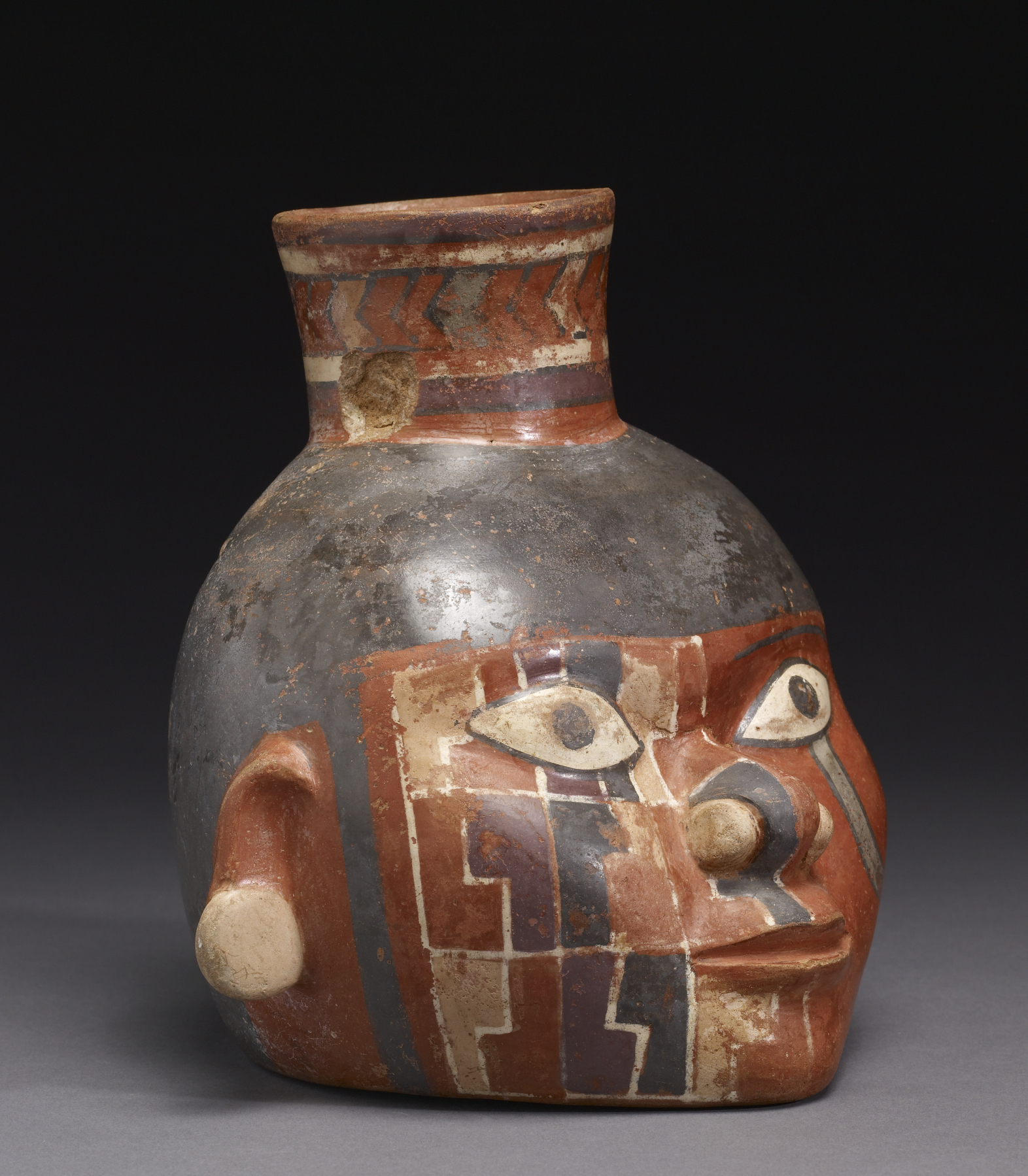
Huari lergodskruka med målad design, år 650-800 (Middle Horizon)
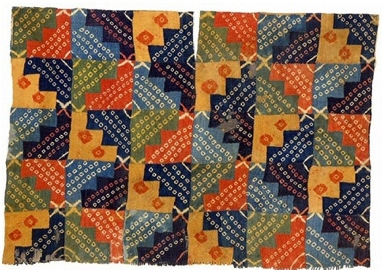
Wari tunika, Peru, år 750-950. Denna tunika är gjord av 120 separata små tygstycken, vart och ett färgat. Keramik från perioden avbildar högstatus män som bär denna typ av tunika.
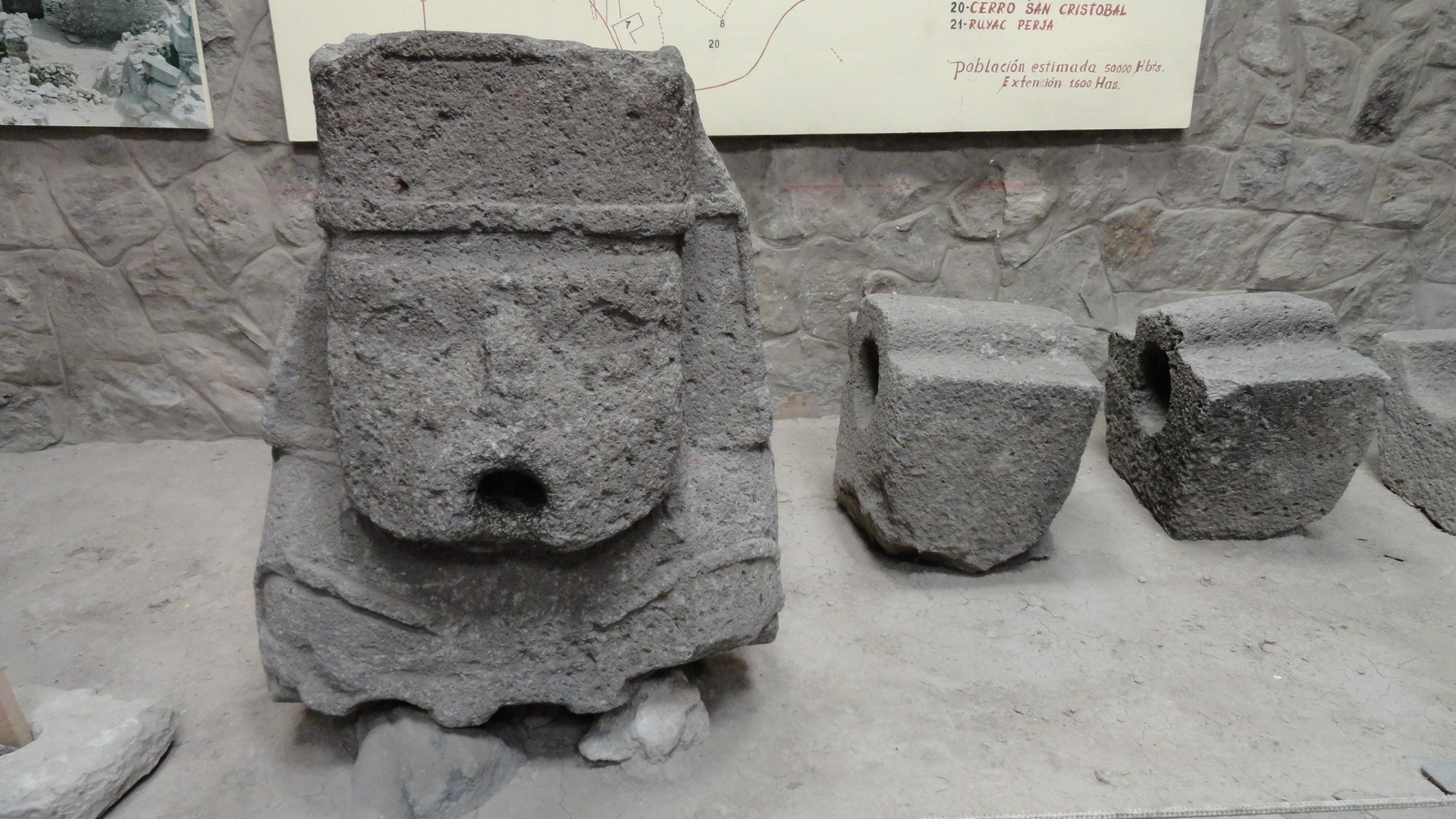
Huarimnoliter
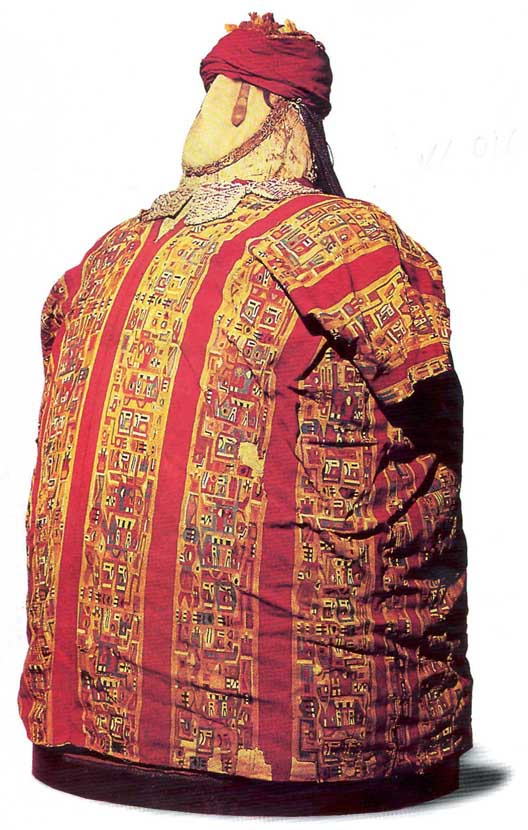
Huari gravbylte
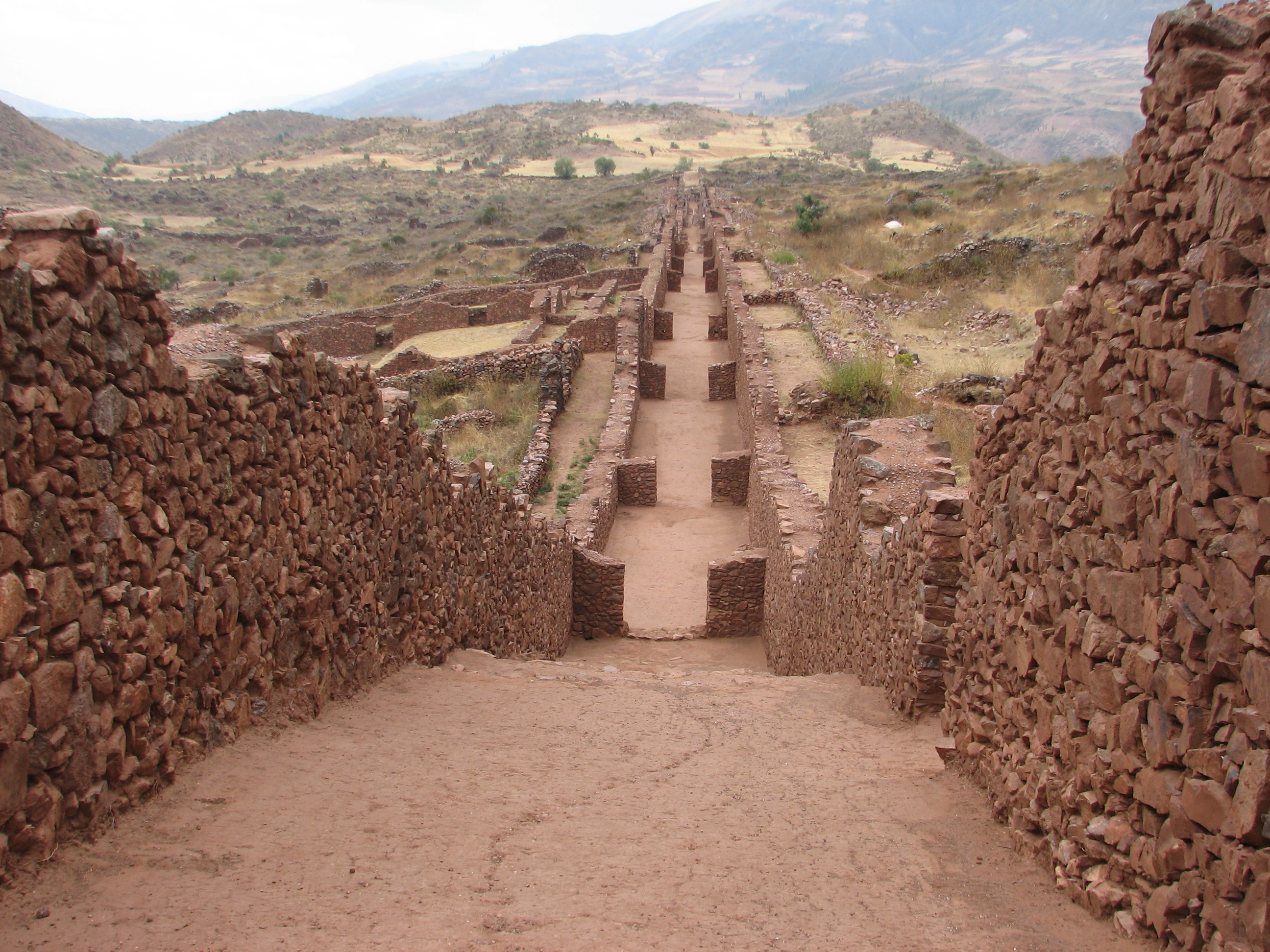
Pikillaqta administrativa centrum, byggt av Huari civilisationen i Cusco
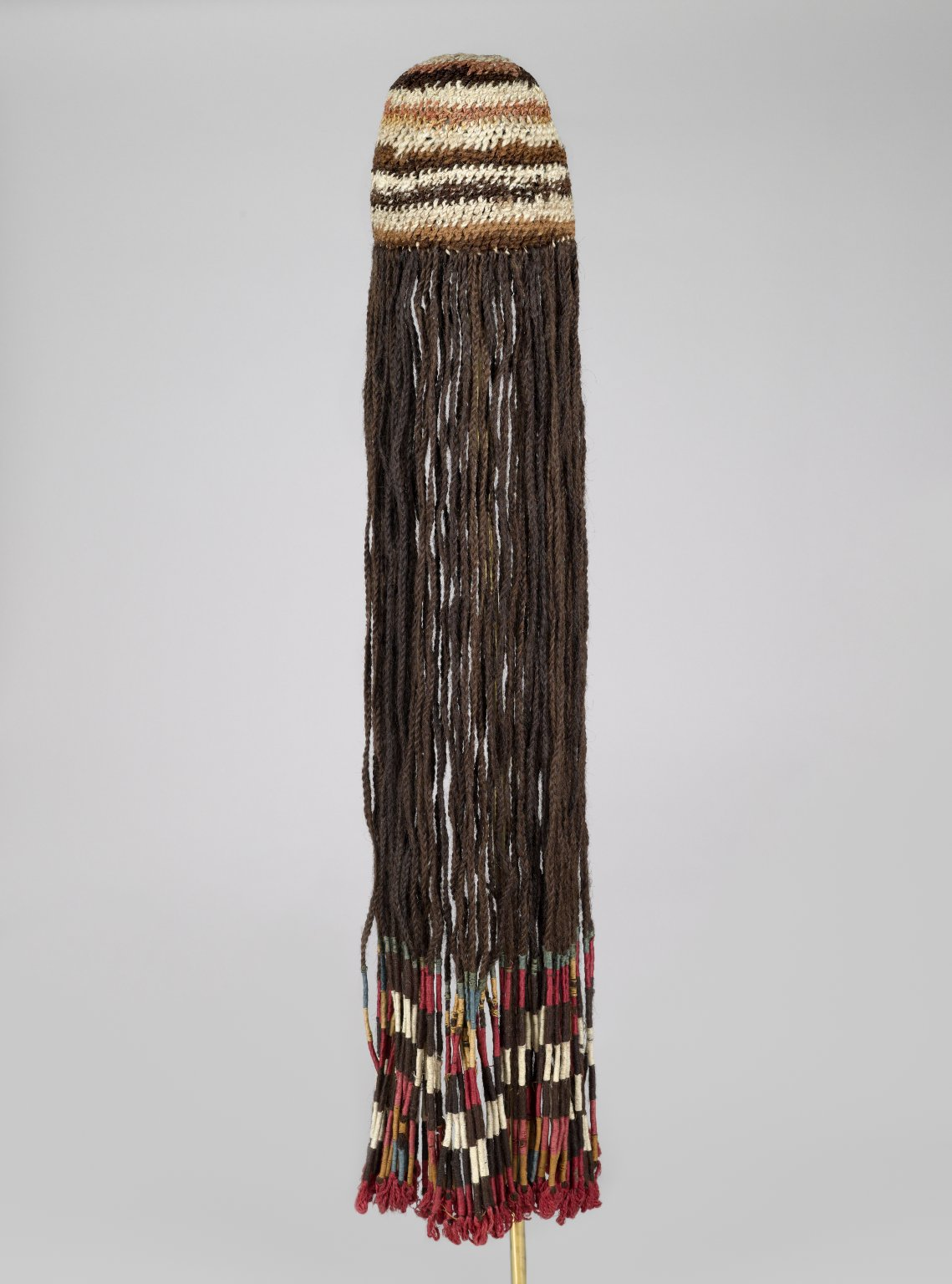
Peruk Huvudbonad, Huarifoket, år 600-1000, Brooklyn Museum